# Guido Fubini
Guido Fubini (Veneza, 19 de janeiro de 1879 — Nova Iorque, 6 de junho de 1943) foi um matemático italiano. 
Estudou e doutorou-se na Escola Normal Superior de Pisa, orientado por Luigi Bianchi. Foi desde então professor em Turim. Fubini era judeu, e por isso em 1939 emigrou para os Estados Unidos, devido ao caráter antissemita do regime fascista italiano. O que malogrou uma das mentes mais brilhantes do século por maquinações racístico-políticas do ditador Benito Mussolini. 

## Livros
- 1920: Lezioni di analisi matematica (Società Tipografico-Editrice Nazionale, Torino)